# Kazuo Nakanishi
Kazuo Nakanishi (jap. 中西 一男, Nakanishi Kazuo; * 4. Oktober 1922; † 1. September 2003) war ein Yakuza und fungierte von 1985 bis 1989 als Anführer der größten Gruppe Yamaguchi-gumi.
Nach dem Tod von Takenaka Masahisa wurde Nakanishi im Februar 1985 zum Anführer von Yamaguchi-gumi gewählt. Er trug jedoch nicht den Titel Kumichō (Bandenchef). Die Jahre seiner Amtszeit waren vom „Yama-Ichi-Krieg“ (山一戦争, Yama-Ichi Sensō) geprägt, dem schlimmsten Bandenkrieg in der japanischen Nachkriegsgeschichte, in dessen Verlauf es zu mehr als 300 Schießereien kam und 25 Menschen starben.
1989 gab er die Leitung von Yamaguchi-gumi an den neuen Kumichō Yoshinori Watanabe ab.